# Lethe bojonia
Lethe bojonia är en fjärilsart som beskrevs av Hans Fruhstorfer 1913. Lethe bojonia ingår i släktet Lethe och familjen praktfjärilar. Inga underarter finns listade i Catalogue of Life.